# 陕州站
陕州站，位于河南省三门峡市陕州区，是浩吉铁路的货运站。